# St. Anthony, Iowa
St. Anthony är en ort i Marshall County i delstaten Iowa, USA.